# Lukas Loughran
Lukas Loughran, es un actor sueco conocido por su participación en la película Inbrottet.

## Biografía
Lukas habla con fluidez sueco e inglés.
En 2006 se entrenó en el "Stockholm Academy of Dramatic Arts" de donde se graduó en 2008.

## Carrera
En 2013 apareció como invitado en un episodio de la serie Wallander donde interpretó a un trabajador de Power.
En el 2015 se unió al elenco de la película sueca Johan Falk: Blodsdiamanter donde interpretó al criminal Zacke, un miembro del grupo de Ramzan (Christian Svensson) y entrenador en el gimnasio que es arrestado junto al grupo luego de secuestrar a varias personas.
Ese mismo año apareció en el thriller Inbrottet (en inglés: The Break-In) donde dio vida al esposo, quien luego de hablar con su pareja sobre el futuro de su relación se dan cuenta de que alguien ha entrado a su casa.

## Filmografía[2]

### Películas
| Año  | Título                     | Personaje | Notas                                                                                              |
| ---- | -------------------------- | --------- | -------------------------------------------------------------------------------------------------- |
| 2015 | Johan Falk: Blodsdiamanter | Zacke     | junto a Jakob Eklund, Jens Hultén, Joel Kinnaman, Meliz Karlge, Martin Wallström y Mikael Tornving |
| 2015 | Inbrottet                  | El Hombre | junto a Jenny Lampa, Hanna Sjögren, Richard Ulfsäter y Emilia Ödling                               |

### Series de televisión
| Año  | Título                  | Personaje          | Notas               |
| ---- | ----------------------- | ------------------ | ------------------- |
| 2021 | The Billion Dollar Code | Brian Andersson    | 4 Episodios         |
| 2018 | Krypton                 | Junra              | 3 episodios         |
| 2017 | Fallet                  | Jim Howard         | episodio # 1.1      |
| 2016 | Finaste familjen        | Abogado            | episodio # 1.8      |
| 2013 | Wallander               | Empleado de Power  | episodio "Firewall" |
| 2006 | Beck                    | Guardia del Casino | episodio "Gamen"    |
| 2006 | Mäklarna                | Jefe de Camareros  | episodio "Del 9"    |

### Director, productor, editor y escritor
| Año  | Título          | Notas                                |
| ---- | --------------- | ------------------------------------ |
| 2013 | Solace          | corto - escritor, prodcutor y editor |
| 2009 | Leka med dockor | corto - asistente de director        |

### Efectos Visuales
| Año  | Título                                            | Notas                                       |
| ---- | ------------------------------------------------- | ------------------------------------------- |
| 2009 | The Chronicles of Riddick: Assault on Dark Athena | actor de captura de movimiento - videojuego |

### Teatro
| Año  | Obra                   | Personaje | Directores (as)                   | Teatro             | Notas                                                            |
| ---- | ---------------------- | --------- | --------------------------------- | ------------------ | ---------------------------------------------------------------- |
| 2012 | Midsummer Nights Dream | Demetrius | Anders Habenicht y Erika Peterson | Fjäderholmsteatern | junto a Anki Larsson, Fredrik Wagner, Emilia Feldt y Maija Waris |
| 2011 | Chrematophobia         | -         | Christer Brosjö                   | -                  | -                                                                |

## Premios y nominaciones
| Año  | Categoría                                          | Premio         | Película  | Resultado |
| ---- | -------------------------------------------------- | -------------- | --------- | --------- |
| 2015 | Best Lead Actor in a Foreign Language Feature Film | Festival Award | Inbrottet | Nominado  |